# Telo sv. Marka prinesejo v Benetke
Telo sv. Marka prinesejo v Benetke tudi Ugrabitev telesa sv. Marka je slika Tintoretta. Izdelana je bila med letoma 1562 in 1566 v sklopu serije del o svetem Marku za Salo Capitolare v Scuola Grande di San Marco – druge so Čudež sužnja (Tintoretto) in Sv. Marko reši Saracena iz brodoloma in Najdba telesa sv. Marka. Zdaj je v Gallerie dell'Accademia v Benetkah.
Slika je opazna po presenetljivih, globoko perspektivnih linijah ozadja. Barve so v bližnjih predmetih temnejše, medtem ko so slike v ozadju bele, skoraj prozorne. Nenavadno rdeče nebo se vali z zloveščimi oblaki, prerezano z gromom, kar daje sliki težko, dinamično vzdušje. Sam Tintoretto je v delu prikazan kot bradati moški ob kameli.

## Opis in interpretacija
Slika prikazuje epizodo legende o mučeništvu evangelista Marka v poganski Aleksandriji leta 62. Prikazuje trenutek, ko so kristjani med nenadno nevihto ugrabili njegovo truplo, potem ko so ga pogani že položili na kol. 
V ospredju lahko vidimo skupino sedmih ljudi in kamelo, ki se nahajajo v globokem prostoru, obdanem z arhitekturo. Po legendi se ta trg nahaja v Aleksandriji, vendar spominja na trg sv. Marka v Benetkah in ima tudi značilno beneško tlakovanje iz opeke in istrskega apnenca. Gre za domišljijsko arhitekturo po vzoru Markovega trga: poganski tempelj v ozadju je pretirana in okrašena predelava cerkve San Geminiano, ki je bila porušena leta 1807, palača na levi pa je mešanica starih prokur in Biblioteca Marciana. Na levi na srednji razdalji ljudje v svetlih haljah bežijo v arkade palače, da se zaščitijo pred nevihto. Na sprednji strani trga lahko vidimo tempelj, pred katerim je videti velik grm. Nad belimi zgradbami v velikem kontrastu izstopa globoko, temno z oblaki pokrito nebo s strelami, ki je obarvano od svetlo rožnate do krvavo rdeče.
Osebe v ospredju na desni, ki nosijo mrtvo telo svetega Marka so kristjani, ki nosijo svetnika, da ga pokopljejo. Telo mrtvega tvori diagonalno os, tako da se ustvari vtis, da se ljudje s svojim tovorom odmikajo od slike. Na njihovi levi lahko vidimo dva človeka, ki ležita na tleh, eden od njiju drži vajeti kamele, drugi pa veliko krpo. Vajeti in tkanina tvorijo vzporednice z arhitekturnimi linijami; krpa, ki  maha s slike na levi, poudarja os beguncev in bliskovito okrepi njihovo gibanje. Padli gonič kamele je spomin na mučeniško smrt.
Oblika slike ustreza Legendi Aurea. Opisuje, kako so Marka Evangelista na vrvi vlekli do smrti. Kmalu zatem sledi odlomek, ki primerno opisuje dogodke na Tintorettovi sliki: »Zdaj so ga pogani hoteli zažgati. Toda glej, v zraku je zašumelo in toča se je spustila, grmenje se je zakotrljalo in strela je zablestela, tako da so vsi poskušali pobegniti, sveto telo pa pustili nepoškodovano. Kristjani so ga vzeli in ga z velikim dostojanstvom pokopali v cerkvi.«

## Zgodovina
- Grafika prikazuje prvotno stanje (17. do 18. st.)
- Pred obnovo s prebarvanjem iz 19. stoletja

Slika je bila v Scuoli do začetka 19. stoletja, ko je bila pod Napoleonom zaprta, v Biblioteci Marciana. Tam so bile narejene resne spremembe: slika je bila obrezana levo in desno, dodana je bila zgornjemu in spodnjemu robu slike, grmada v ozadju pa je bila prebarvana. Zdaj bi motiv lahko razlagali tudi kot prenos relikvije sv. Marka s strani beneških trgovcev leta 828 iz Aleksandrije v Benetke. Pred tem je bila v zgornjem levem kotu slike še vedno vidna svetnikova duša, ki se je dvigala v nebesa. Predstavljalo ga je dejanje po vzoru brez življenja Markovega telesa, ki je v svojem nagnjenem položaju prevzelo smer svetnika. Pod njim sta bila dva pogana, eden od njih je ležal na tleh. Glavo in zgornji del telesa enega od njih je še danes mogoče videti v spodnjem levem kotu slike. Med obnovitvijo leta 1959 je bila grmada spet vidna. 28 cm širok trak tkanine, ki je bil odrezan na levi in dodan na vrhu, se je izkazal za preveč poškodovanega, da bi ga bilo mogoče ponovno pritrditi, zato se lik stoječega pogana izgubi.
=== Poseben položaj osebe na sliki
Ker je Scuola v zameno za donacijo zavrnila postavitev spomenika na fasadi z glavo Rangoneja, se je sam naslikal tu in dveh drugih slikah v ciklu. Kot figura je skoraj v središču slike, kot človek, ki podpira svetnikovo glavo. Na sliki izstopa ne le zaradi osrednjega položaja, temveč tudi zato, ker nosi plemenito togo, ki ga loči od ostalih figur na sliki. Pogosto je bilo vključevanje članov šole v slike, vendar večinoma neopazno in v skupinah. Rangone je torej izjema. To je povzročilo težave: leta 1573 sta brata prosila svojega nekdanjega ravnatelja, naj slike vzame nazaj, kar pa je zavrnil. Namesto tega je bila Tintorettu vrnjena, da jo je na lastne stroške prebarval. Vendar jih je poslal leta 1577 brez sprememb.